# Operacija Orkan '91.
Operacija Orkan '91 bila je prva značajnija pobjeda HV-a u Domovinskom ratu. Vodila se od 29. listopada 1991. do 3. siječnja 1992., kada je zbog potpisivanja Sarajevskog sporazuma morala biti prekinuta. Ovom bitkom je oslobođen najveći dio zapadne Slavonije i spriječen je naum odsijecanja Slavonije.
Tijekom akcije poginulo je 253 hrvatskih branitelja, ranjeno ih je 557, a nestalo njih 9.

## Podakcije
U sklopu ove akcije nekoliko je manjih podakcija: Maslačak, Johanesberg, bitka za Trokut

## Stanje prije bitke
Početkom listopada 1991. pobunjeni Srbi zapadne Slavonije uz svesrdnu pomoć Banjolučkog korpusa i dijela Bjelovarskog korpusa JNA uspjeli su zauzeti značajan dio planinske zapadne Slavonije, prije svega planine Papuk, Psunj i Ravnu Goru te jugoistočni dio Bilogore. Također, pod svojim nadzorom su imali posavsko područje između Nove Gradiške i Novske. Njihova najjača uporišta bili su Okučani te jugoistočno područje Pakraca. 
Neposredno su bili ugroženi gradovi Nova Gradiška, Novska, Pakrac, Daruvar, Požega, Grubišno Polje, Orahovica, Slatina i Virovitica. Postojala je realna opasnost da u jednom snažnom prodoru zauzmu virovitičko-slatinsko područje, izbiju na madžarsku granicu i odsijeku slobodni dio Slavonije. Time bi ostvarili svoj cilj o granici do Virovitice.
Čak štoviše – JNA je imala planove daljnjeg prodora u Slavoniju, od Orahovice preko Našica, planirali su s leđa napasti Osijek, Đakovo i Vinkovce, čime bi se hrvatske postrojbe našle rascjepkane u nekoliko nepovezanih enklava. U takvog razvoja događaja slučaju za očekivati bi bilo brz pad preostalog slobodnog dijela Slavonije i nesagledivu humanitarnu katastrofu.  
Prvi značajniji protunapad hrvatskih postrojbi koje su tek bile u formiranju bila je akcija Otkos 10 koja je odgurnula opasnost od Virovitice i Grubišnog Polja. Logični nastavak bila je operacija Orkan '91.

## Hrvatske snage
Operaciju je pripremalo Zapovjedništvo OG – "Posavina", zapovjednik Rudi Stipčić
- 1. "A" brigada ZNG "Tigrovi", zapovjednik Josip Lucić
- 99. brigada – Zagreb (Pešćenica), zapovjednik Josip Perković
- 100. brigada "R" – Zagreb (Centar), zapovjednik Ognjen Debeljak
- 104. brigada – Varaždin, zapovjednici Ivan Rukljić i Vjeran Rožić
- 108. brigada – Slavonski Brod, zapovjednik Pero Katalinić
- 117. brigada – Koprivnica, zapovjednik Dragutin Kralj
- 121. brigada – Nova Gradiška, zapovjednici Josip Mikšić
- 123. brigada – Požega, zapovjednik Miljenko Crnjac
- 125. brigada – Novska
- 127. brigada – Virovitica, zapovjednik Đuro Dečak
- 132. brigada – Našice-Orahovica, zapovjednik Slavko Barić
- 136. brigada – Slatina, zapovjednik Josip Černi
- Protudiverzantska satnija ZNG – Bjelovar, zapovjednik Željko Cepanec
- 149. brigada – Zagreb (Trešnjevka), zapovjednik Petar Rajković
- 151. brigada – Samobor, zapovjednik Adolf Paar
- 56. samostalna bojna Kutina, zapovjednik Zvonimir Gregurić
- Samostalna dragovoljačka postrojba "Štraseri", zapovjednik Goran Mraković

## Srbi i JNA
Snage Srba i JNA u zapadnoj Slavoniji su se prosuđivale na oko 13 500 ljudi, oko 100 tenkova, 120 do 150 komada topničkog oružja. No, ne smije se smetnuti s uma da su vojnici JNA bili relativno slabi. Uglavnom se radilo o preplašenim novacima i slabo motiviranim, na brzinu unovačenim stanovnicima BiH. JNA je s novačenjem u BiH imala značajnih problema. S druge strane, jača uporišta srpskih pobunjenika bili su samo Okučani te jugoistočni dio nekadašnje pakračke općine. Najveći dio Papuka, Psunja i Ravne Gore bio je slabo nastanjen i iako su na tim područjima Srbi imali relativnu do apsolutnu većinu, samih vojno sposobnih stanovnika nije bilo puno. S druge strane bojišnica je bila jako duga i graničila je sa značajnijim slavonskim gradovima s apsolutnom hrvatskom većinom. Zauzeto planinsko područje bilo je dobro za gerilsko vođenje borbe, ali nikako za moderno organizirano bojište jer na njemu nije bilo kvalitetnih prometnica koje bi osigurale brzu dopremu ljudstva i logistike, te pokretljivost postrojbi.

## Tijek operacije
Operaciju je 25. listopada 1991. odobrio načelnik Glavnog stožera Anton Tus. 

### Prva etapa operacije

#### Orahovičko područje
Na Orahovačkom području Hrvatske snage oslobodile su 15. studenog neprijateljska uporišta Kokočak – Jagodnjak.
Od 20. do 22. studenog postrojbe OZ Osijek poduzele su pregled sela Ličani, Babjak, Budimci i Poganovci s većinskim srpskim pučanstvom i u istima pronašli veće količine oružja. Time je otklonjena mogućnost pobune u tim selima što bi snagama JNA olakšalo napredovanje prema Osijeku.
Na Orahovičkom području operacija Orkan '91 počinje 1. prosinca kada je 132. brigada oslobodila selo Pištana na obroncima Papuka. Idućeg dana, 2. prosinca oslobođena su neprijateljska uporišta Jagodnjak i Raketara. Dana 3. prosinca zaposjednuti su polazni položaji u selu Mikleuš prema četničkom uporištu Kraskoviću. Glavne snage 132. brigade nastupale su smjerom: Humljani – Krakovići – Pušine – Slatinski Drenovac sa zadaćom ovladati neprijateljskim uporištem u selu Pušine. Pomoćne snage imale su zadaću borbeno napredovati smjerom Gornja Pištana – Kokočak i spojiti se s glavnim snagama u selu Pušine.
U ovakvim okolnostima 12. prosinca je za neprijatelja bio ključni datum kada je bio prisiljen napustiti dio svojih položaja u selima Gornja Pištana, Kokočak, Pušina i Slatinski Drenovac. Dana 16. prosinca borbena djelovanja su usmjerena prema Slatinskom Drenovcu, kada su oslobođena sela Slatinski Drenovac, Prekoračani, Đurići i Jankovac. Zauzimanjem Jankovca operacije na Orahovičkom području su uspješno završene. Od 16. do 21. prosinca u šumama na oslobođenom području otkriven je veliki broj skrivenih bunkera, naoružanja, streljiva i ostale opreme.

#### Virovitičko-slatinsko područje
Treba spomenuti da je na virovitičkom području, nakon gubitka poligona Gakovo i prometnice Virovitica – Grubišno Polje u operaciji Otkos 10, neprijatelj nastojao svoje položaje približiti Virovitici, Suhopolju i ostalim naseljima. Nastojao je osvojiti kotu Kosin. 127. virovitička brigada je držala obranu na položajima Levinovac – Mala Klisa – Kravljak Kliški – Kosin (tt 256) – Mala Babina Gora – Removac. Dana 9. i 10. studenog neprijatelj je pješaštvom, topništvom i iz zraka napao pojedine otporne točke HV-a. Hrvatske snage su unatoč pretrpljenim gubitcima održale svoje položaje.
Na Slatinskom području 136. brigada držala je položaje u širem području Lukavac (Slatina) – Mačkovac (Voćin). S ovih položaja postrojbe HV pripremale su se za skorašnji napad smjerom: Hum – Voćin i dalje Voćin – Zvečevo.
Dana 12. prosinca 127. virovitička brigada počela je s borbenim djelovanjem duž crte obrane s ciljem oslobađanja okupiranih sela na smjeru Slavonska Pivnica – Đulovac i na smjeru Jasenaš – Đulovac. Oslobodila je kotu Budim, sela Kornaš, Staru Krivaju i Veliku Klisu. Neprijatelj je potisnut prema Papuku i selu Đulovac.
Istodobno, 12. prosinca slatinska 136. brigada i Protudiverzantska satnija ZNG Bjelovar napadaju iz smjera Slatine u području svoje odgovornosti. Za tri dana slomili su neprijateljski otpor i 15. prosinca oslobodili Voćin, Hum i okolna sela. Tada je otkriveno da je tijekom okupacije u Voćinu masakrirano 40 civila hrvatske nacionalnosti. Slučaj postaje poznat kao masakr u Voćinu. Stjecajem okolnosti u blizini je bila veća ekipa stranih forenzičara koji su detaljno istražili zločin u Voćinu, a jedan od njih, dr. Jerry Blaskovich je poslije napisao i knjigu o tom strašnom zločinu. Kasnije se dokazalo da je pokolj u Voćinu bilo nedjelo paravojnih postrojbi tzv., "Šešeljevaca" i "tzv. "Belih orlova".
Nadalje, 15. prosinca 127. virovitička brigada oslobađa sela Donje i Gornje Cjepidlake, Đulovac i Nova Krivaju, te se u selu Katinac spaja s hrvatskim snagama koje napreduju iz smjera Daruvara i Grubišnog Polja.
Od 16. do 19. prosinca 127. virovitička brigada je oslobodila šire područje oko Papuka, a 20. prosinca uvedena je u područje Daruvarsko – pakračkog bojišta (šire područje Sirača). 
Od 16. do 19. prosinca 136. brigada je oslobodila područje ispod Papuka i preko Ravne Gore napredovala je prema četničkom uporištu Bučje.

#### Daruvarsko područje
U vremenu od 5. do 10. prosinca daruvarske postrojbe su oslobodila sjeveroistočni dio  – sela Batinjansku Rijeku, Batinjani (Đulovac), Vukovje, Gornju Vrijesku i Velike Bastaje. Dana 15. prosinca daruvarski branitelji spajaju se s virovitičkom 127. brigadom.
Od 13. do 15. prosinca oslobođen je jugoistočni dio – sela Pakrani, Bijela, Donji Borki, Srednji Borki i Gornji Borki. Ovim je cijelo područje općine Daruvar stavljeno pod nadzor Hrvatskih snaga.

#### Područje Pakraca i Lipika
Područje Pakraca je bilo u iznimno teškom položaju. Pobuna pakračkih Srba počela je još u rano proljeće 1991. godine, tako da je crta obrane išla samim Pakracem. Pakrački kvart Gavrinica od početka rata bila je u rukama pobunjenika. Sela iznad Pakraca, Japaga i Šeovica bila su jedna od najsnažnijih srpskih uporišta. Poseban je kuriozitet pakračka bolnica. Crta obrane je bila svega 200 m od bolnice a Srbi su bolnicu izravno gađali pri čemu je strana bolnice prema crti obrane bila zatvorena i služila kao bedem. 
U jednom trenutku je Pakrac došao u okruženje ali hrvatske su snage 30. listopada 1991. oslobodile selo Toranj, a 12. studenoga oslobodile su sela Krndiju, Omanovac i Majur, čime je razbijeno neprijateljsko okruženje na sjevernom sektoru Pakraca. Bez obzira na različita primirja koja su tada dogovarana između pobunjenih Srba i Hrvatske vlasti, gotovo nikad nisu prestajali topnički napadi na položaje hrvatskih branitelja. To je osobito bilo izraženo 27. studenog kada je neprijatelj žestoko napao Pakrac, Prekopakru, Klisu, Lipik i Filipovac. Pred jačim neprijateljem, branitelji su se povukli na pričuvne položaje. Napadi su nastavljeni i narednih dana, osobito 29. i 30. studenog. Pakrac je poslije Vukovara najrazrušeniji grad Slavonije. Naime, izgledalo je kao da će Pakrac svaki čas pasti.
Upravo na tom području operacija Orkan '91 najranije započinje i 1. prosinca počinje bitka za Pakrac. Toga dana branitelji su Srbe protjerali iz dijela okupiranog Pakraca. Sljedećeg dana. 2. prosinca hrvatski branitelji ulaze u Novi Majur i dio sela Kukunjevac. 6. prosinca hrvatski branitelji su iz tri smjera krenuli u oslobađanje Lipika (od Tabora, Klise i Filipovca). Srbi su protjerani iz Kukunjevca i iz sela Dobrovca. Toga dana hrvatske su snage oslobodile Lipik, a neprijatelj je odbačen prema Bijelim Stijenama. Ovom akcijom i Pakrac je deblokiran. Također, Srbi su odbačeni na zapadne padine Psunja (crta Jagma-Donji Čaglić-Japaga).
Neprijatelj je 9. prosinca žestoko napao položaje branitelja, ali se crta obrane nije promijenila. Naprotiv, 11. prosinca branitelji su poboljšali svoj položaj pomicanjem dijela crte u smjeru neprijatelja za oko 700 m. Sutradan, 12. prosinca, odbijen je novi srpski napad na Lipik. Napadi su ponavljani 13. i 14. prosinca 1991. Hrvatske snage su 16. i 20. prosinca pokušali protunapad u cilju neutraliziranja stalnih napada srpskih snaga, ali bezuspješno. Do kraja prosinca crta obrane se stabilizirala i do operacije Bljesak Srbi su bili pred samim Pakracem.

#### Požeško područje
Dana 15. prosinca 123. požeška brigada oslobađa selo Gornje Vrhovce, 17. prosinca oslobođeni su Novo Zvečevo i Veliki Kamenski, a 18. prosinca oslobođena su sela Striježevica, Bogdašić, Amatovci i Kamenski Šeovci.

#### Novljansko područje
Dana 29. listopada, dok su pripadnici 125. brigade, 1. gardijske brigade Tigrovi i 65. samostalnog bataljuna Ivanić-Grad djelujući borbeno prema Jasenovcu i Paklenici na novskoj bojišnici vezali neprijateljske snage, pripadnici 1. gardijske brigade Tigrovi nanijeli su žestok udarac neprijatelju u Jazavici; 15. studenog 1991., pripadnici 117. brigade Koprivničko-križevačke i Satnija dragovoljaca HOS-a iz Koprivnice oslobodile su selo Bair i stigli do mosta na rijeci Subocka. Istog dana oslobođeno je selo Popovac (1. GBR Tigrovi), 16. studenog oslobođena su sela Brezovac, Livađani, Donje Kričke i 18. studenog oslobođeno je selo Lovska. Tim uspjesima hrvatskih snaga neprijatelj je u Kukunjevcu doveden u poluokruženje.
Na novljanskom dijelu bojišnice, pripadnici 117. brigade i HOS-a Koprivnica 19. studenog 1991. oslobodili su četničko uporište u motelu "Trokut", 7. prosinca 1991., pripadnici 117. brigade Koprivničko-križevačke i 1. GBR Tigrovi oslobodili su selo Korita (Lipik), 8. je oslobođeno selo Jagma, a 9. su oslobođena sela Gornja Subocka, Donja Subocka i Gornje Kričke.

#### Novogradiško područje
Smjer Okučani – Nova Gradiška za neprijatelja je bio osobito zanimljiv. Nastojali su potisnuti 121., 108., i 99. brigadu i osvojiti selo Gorice iz kojeg se može dobro nadzirati Nova Gradiška, te sela Mačkovac i Savski Bok. Osobito jake napade neprijatelj je poduzimao 2., 3., 8., 9. i 11. studenog ali bez uspjeha. Hrvatske snage su 13. studenog na ovom području poduzele inicijativu i potisnule neprijatelja u smjeru sela Medari (oko 300 m).
Na novogradiškoj bojišnici namjera neprijatelja je bila s jakim snagama iz šireg područja Šnjegovića, Golobraca i Mašićke Šagovine osvojiti Cernik. Na ovaj način su još jednom željeli ugroziti Novu Gradišku.
No, 121. brigada i 123. brigada su zamisao i cilj neprijatelja onemogućili poduzimanjem napadne operacije upravo prema selima Golobrdac – Sinlije – Šnjegović. Napad je počeo 10. prosinca u akciji pod imenom "Gradina". Uništena su srpska uporišta, neprijatelj je protjeran prema Bučju (Pakrac), Pakracu i Okučanima, te su oslobođena sela Šnjegović, Sinlije, Čečevac, Jeminovac, Vučjak Čečavski i Ruševac (Brestovac). Cesta Nova Gradiška – Požega potpuno je osigurana.
Dana 19. prosinca 121. novogradiška brigada i 99 brigada Peščenica izvele su napad na neprijateljsko uporište u selu Mašićka Šagovina i selo je oslobođeno. Oslobađanje Mašićke Šagovine bilo je ključno u obrani Cernika i Nove Gradiške, te je ta bitka poznata kao "Bitka kod Mašićke Šagovine". Kasnije, 30. prosinca, 121. novogradiška brigada oslobađa i selo Širinci, nadomak Trnakovca i Okučana.

### Druga etapa operacije
Dana 22. prosinca 1991. otpočela je druga etapa operacije Orkan '91, a završila je 3. siječnja 1992. Operacija je otpočela napadom 1. Gardijske brigade i dijela 100. brigade na srpsko uporište u Donjem Čagliću i Kovačevcu Čaglićkom. 
Na Badnjak, 24. prosinca, virovitička 127. brigada je oslobodila Donje, Srednje i Gornje Grahovljane te Dragović, a na Božić, 25. prosinca, 127. brigada je oslobodila Španovicu i Čerik, a 104. varaždinska brigada ulazi u srpsko uporište Kusonje. U sljedeća dva dana 127. i 104. brigada nastavljaju smjerom Brezica – Kraguj – Japaga.
Također na Badnjak, 24. prosinca, 123. brigada i 136. brigada oslobodile su sela Sažije i Vučjak Kamenski, a sutradan, 25. prosinca, i selo Kamenska te jako srpsko uporište Bučje (Pakrac).
Na Štefanje, 26. prosinca, oslobođena su sela Donja Šumetlica, Branešci i Ožegovići. Požeška 123. brigada se u selu Ožegovcima spojila sa snagama slatinske 136. brigade koja je napredovala iz pravca Zvečeva i virovitičke 127. brigade koja je stigla preko Grahovljana, Dragovića i Španovice. Dana 29.prosinca, Protudiverzantska satnija ZNG Bjelovar zaustavlja neprijatelja u Prekopakri – Pakrački vinogradi čime je otklonjena i zadnja mogućnost pada Pakraca. Time je otvorena prometnica Pakrac – Požega. No, zbog izravne blizine prvih srpskih položaja, prometovanje tom cestom od siječnja 1992. do operacije Bljesak bilo je izrazito opasno.Razlog je što se 123.brigada Požega odbila povezati sa 121. brigadom Nova Gradiška u selu Širinci čime bi neprijateljske snage bile presječene, te istočni dio ostao u okruženju, već je povukla svoje snage u požešku vojarnu.

### Zaustavljanje operacije
Daljnja napredovanja zaustavljena su 3 siječnja 1992. Naime, dana 2. siječnja 1992. u Sarajevu je zaključen prekid vatre na svim bojišnicama u Hrvatskoj, a sporazum je stupio na snagu 3. siječnja 1992. 
U skladu sa Sarajevskim sporazumom hrvatska je obrana u Zapadnoj Slavoniji uspostavljena na položajima:
- Trebež – lijeva obala Save – Jasenovac – kanal Strug do tt 91 – nadvožnjak na autocesti – Stari Grabovac – potok Paklenica – Novsko brdo (tt 330) – Slatno brdo (tt 441) – Kričko brdo (tt 467) – Gornje Kričke – D. Subocka – most na Pakri (PG Lipik) – dolina rijeke Pakre – prometnica Pakrac – Kusonje – Dragović – Španovica – Bučje – Jakovci – Cikote (Pakrac) – Debelo brdo (tt 819) – Velika Marinica – Lipova kota(tt 836) – Trešnjevo brdo (k777) – Čardak – Širinci – Mašićka Šagovina – Medari – Dragalić – Donji Bogićevci- Pivare – lijeva obala Save.

## Epilog
Operacija Orkan '91 bila je prva velika pobjeda Hrvatske vojske. Oslobođena je gotovo cijela zapadna Slavonija, uspješno je neutralizirano 21 srpsko uporište. Oslobođena je cijela planina Papuk, od Orahovice do Daruvara, kao i planina Ravna Gora. Oslobođeni su Voćin i Lipik, te cijeli niz sela. Obranjen je i Pakrac. Osujećen je plan odsijecanja Slavonije, područje Virovitice, Slatine i Orahovice te podravska magistrala i pruga ostali su sasvim sigurni, a prometnicom Pakrac – Požega je bilo moguće prometovati, iako uz veliki oprez. 
Neprijatelj je odbačen od Nove Gradiške i Požege.
Bojišnica se stabilizirala i takva je ostala sve do operacije Bljesak. Nakon operacije Orkan '91 od Pakraca do Save i između Novske i Nove Gradiške ostalo je pod srpskom okupacijom oko 600 četvornih kilometara.
S obzirom na to da je operacija Orkan '91 bila iznimno uspješna i izvedena odmah iza uspješne operacije Otkos 10, bila je znak da je Hrvatska Vojska prerasla u ozbiljniju vojnu silu sposobnu poduzimati napadne akcije i osloboditi velika područja okupirane zemlje.

## Vanjske poveznice
- Snimka operacije na YouTubeu